# Рено Россия
Renault Россия — бывшая российская автомобилестроительная компания, часть группы Renault. Создавалась как совместное предприятие компании Renault и правительства Москвы. Производственным активом компании стало моторное производство АЗЛК.
16 мая 2022 года активы компании перешли в государственную собственность России и были переданы Правительству Москвы.

## История
Компания основана в 1998 году под названием «Автофрамос» как совместное предприятие Renault и правительства Москвы. Название «Автофрамос» — это сокращение от «Автомобили Франции и Москвы». До открытия совместного предприятия компания Renault поставляла двигатели серии F для основного конвейера АЗЛК, а так же оборудование для оснащения цеха двигателей, в том числе сборочную линию селективной сборки для двигателей АЗЛК.
Тогда в состав стратегического партнёрства была внесена территория ОАО «Москвич». 
В 1999 году на производстве начали SKD-сборку Renault Megane и Renault 19, а затем — Clio Symbol. Начинается развитие сети официальных дилеров по европейской модели с предоставлением гарантийного ремонта, прохождения регламентных работ, и официальных дилер-центров, брендированных маркой Renault.
В 2003 году предприятие проводит реконструкцию производственных мощностей завода для адаптации автомобиля Dacia Logan и повышение уровня операций сборки на заводе. 
В 2004 году французская компания частично выкупила долю московского правительства в «Автофрамосе», приобретя 26 % акций. 
В апреле 2005 года с завода начинают выходить первые Dacia Logan под брендом Renault. Впоследствии марка Dacia в России и странах пост-СССР не используется..
В 2006 году Renault довела свою долю до 94,1%, а в ноябре 2012 года полностью выкупила компанию. Общая сумма инвестиций французов в «Автофрамос» к концу 2012 года составила 480 млн евро.
В 2010 году на мощностях московского автозавода началось производство хетчбэка Renault Sandero (прекращено в 2014 году в связи с переносом в Тольятти), с осени 2010 года — моделей Fluence и Megane (методом крупноузловой сборки). В 2012 году начался выпуск кроссовера Renault Duster. Производство модели Renault Logan прекращено в декабре 2015 года в связи с его переносом на «АвтоВАЗ».
В 2014 году завод «Автофрамос» был переименован в ЗАО «Рено Россия».
23 марта 2022 года автомобильный концерн Renault остановил деятельность завода в Москве на фоне военных действий России на Украине. 
16 мая 2022 года Минпромторг объявил о передаче 100 % акций Правительству Москвы.

## Деятельность

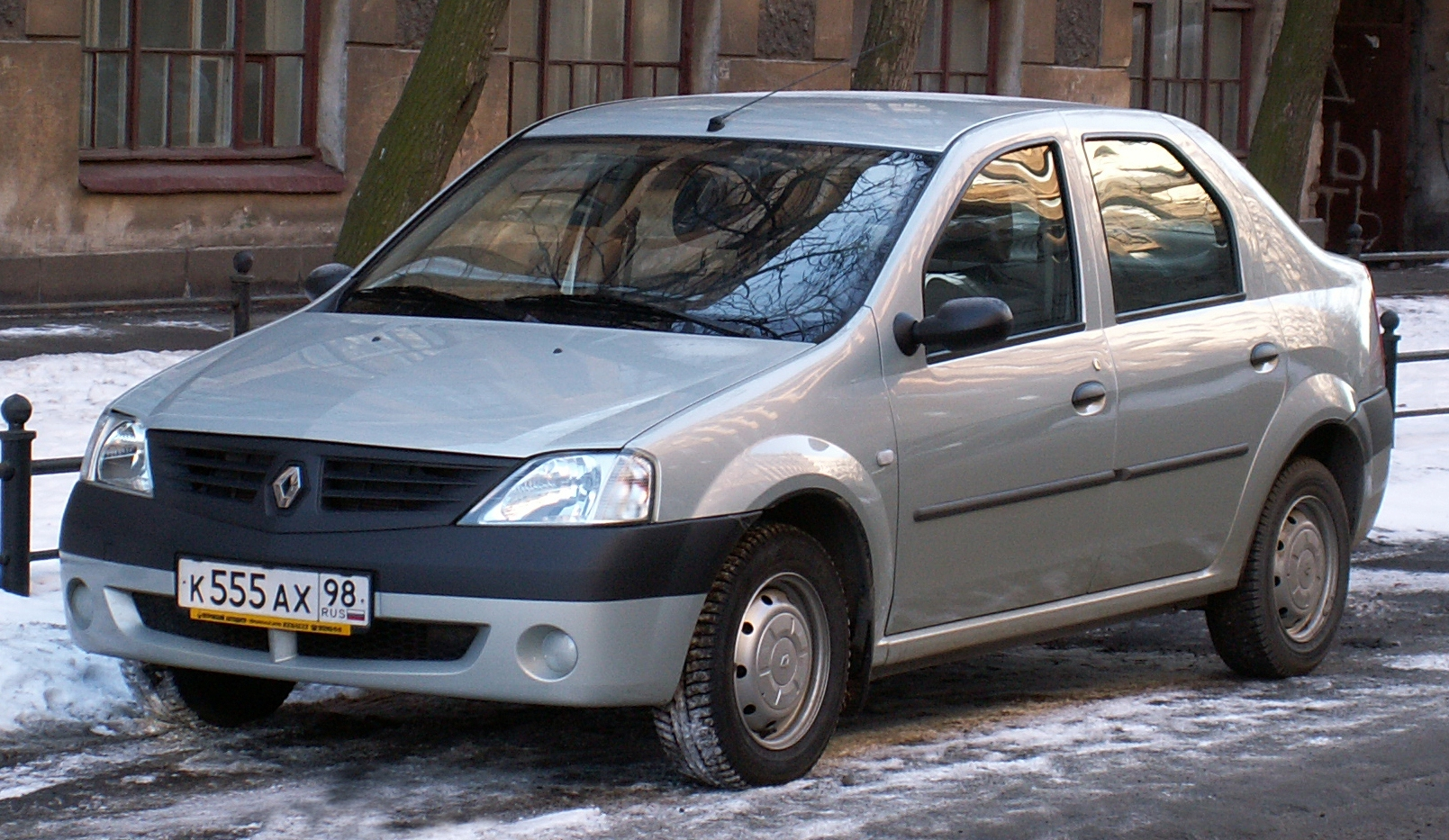
Renault Logan, собранный на Автофрамос

Доля Renault в капитале компании составляла 100 %.
В 2007 году было собрано 69 тыс., в 2008 году — 73 тыс. автомобилей. Численность персонала — 2,3 тыс. человек. В 2012 году завод выпустил 167 406 автомобилей — на 19 % больше, чем годом ранее.
28 января 2015 года с конвейера московского завода Рено сошёл миллионный автомобиль. Им стал Duster белого цвета с 2,0-литровым мотором и механической коробкой передач.
На 2016 год мощность завода в Москве составляла 180 тыс. автомобилей в год.
На предприятии выпускались (на 2019 год) легковые автомобили Renault Duster, Renault Kaptur, Renault Arkana и Nissan Terrano.
23 марта 2022 года состоялось заседание Совета директоров Renault Group, на котором были одобрены следующие вопросы:
- Деятельность Renault Group на своем заводе в Москве прекращена с сегодняшнего дня.[14]

16 мая 2022 года мэр Москвы Сергей Собянин сообщил, что завод «Рено Россия» будет переведён на баланс города и на нём станут производиться автомобили под брендом «Москвич».

### Локализация
В 2007 году локализация производства составила 50 %.
На 2019 год достигнутый уровень локализации производства — 70 %.